# علي حرم
علي حرم (16 يوليو 1988) هو لاعب كرة قدم بحريني، لعب لصالح نادي الدرجة الأولى المنامة البحريني في مركز الجناح الأيمن، ويلعب الآن لصالح نادي الرفاع، كما يُجيد اللعب في مراكز الوسط الأيمن والجناح الأيسر والوسط الأيسر.

## روابط خارجية
- علي حرم على موقع قاعدة بيانات كرة القدم.إي يو (الإنجليزية)
- علي حرم على موقع ناشيونال فوتبول تيمز (الإنجليزية)
- علي حرم على موقع Soccerway.com (الإنجليزية)
- علي حرم على موقع عالم كرة القدم.نت (الإنجليزية)
- علي حرم على موقع كووورة